# Pavao Štoos
Pavao Štoos (Dubravica, 10. prosinca 1806. – Pokupsko, 30. ožujka 1862.), bio je hrvatski pjesnik, svećenik i narodni preporoditelj.

## Životopis
Pavao Štoos rođen je u Dubravici 1806. godine. Pohađao je Klasičnu gimnaziju u Zagrebu koju je završio 1828. godine. U Zagrebu je završio bogosloviju, jedno je vrijeme bio biskupski tajnik, a od 1842. godine bio je župnik u Pokupskom.
Pavao Štoos je zapažena ličnost među hrvatskim domoljubima. Autor je poznate elegije Kip domovine vu početku leta 1831. (1831.), suradnik Gajeve Danice, domoljub zabrinut zbog tuđinskoga tlačenja i odnarođivanja Hrvata od svojega jezika ("vre i svoj jezik zabit Horvati hote ter drugi narod postati"). Godine 1833. tiskao je i lamentacijsku pjesmu "Glas kričečega vu pustini", pjesme u čast hrvatskoga bana Josipa Jelačića, Ljudevita Gaja i Janka Draškovića, te govor u čast Ivana Gundulića. Štoos je pesimistično gledao na tadašnje prilike i zemlju vidio u tamnici i mraku ("srce od plača ne mrem zdržati").
Osim književnosti bavio se i glazbom skladajući nekoliko svjetovnih napjeva i veći broj crkvenih pjesama, a u Zagrebu tiskao je 1858. godine pjesmaricu Kitice crkvenih pjesamah s napjevi. Autor je i pjesme "Poziv u kolo ilirsko".
Godine 1862. imenovan je zagrebačkim kanonikom, ali je umro prije nego što je primio svoju dužnost.
Umro je u Pokupskom 1862. godine. Godine 1885., 15. listopada, njegovi posmrtni ostatci pokopani su u arkadi preporoditelja na zagrebačkom groblju Mirogoju.

## Djela
Nepotpun popis:
- Noch horvatzke zemlye po plachnem zahodu trojjedne domovine szuncza iliti: Plach Horvatov zverhu szmerti najizvisheneshega y najszvetleshega gospodina grofa Ignacza Gyulaja, kralyeztva horvatzkoga, dalmatinzkoga y szlavonzkoga bana, 1831.
- Szlovozpev viszoko postuvanomu gozponu Stefanu Pogledichu ... kakti dana 13. szechna 1835. od szlavnoga Poglavarztva szlobod. kr. glavnoga Varasha Zagrebechkoga na obchinzku vszeh radozt zebranomu iztoga Varasha plebanushu, 1835.
- Ode honoribus ... Georgii Haulik, ... episcopi Zagrabiensis, ... dum in excelsi regnorum Croatiae, Dalmatiae, et Slavoniae banalis officii regium locumtenentem benigne resolveretur, 1838.
- Prigodom povratka iz Dalmacie dru. Ljudevitu Gaju u ime iskrenih narodnosti ilirske i njegovih prijateljah, 1841.
- O poboljšanju ćudorednosti svetjenstva, 1848.
- Vila iz Kupske stiene: preuzvišenomu ... baronu Josipu jelačiću Bužinskomu, kraljevinah Dalmacie, Hervatske i Slavonie banu, feldmaršallajtnantu, 1848.
- Jedna rěč na zastupnike naroda trojedne kraljevine od strane domorodnog duhovničtva zapadne cerkve, 1848?
- Soko harvatski i slavska mati, u dvanaest pievanjah, 1849.
- U slavu svietloga bana Josipa barona Jelačića Bužimskoga i njegove supruge svietle banice Sofie, 1850.
- Ode suae sacratissimae caesareo-regiae et apostolicae majestati, Francisco Josepho I. augustissimo Austriae imperatori, dum regnum Croatiae altissime dignaretur invisere, in perenne mnemosynon fidelitatis, 1852.
- Kitice cerkvenih pěsamah s napěvi, 1858.
- Kolo ilirsko, 1863?
- Život i rad Pavla Stoosa hrvatskog pjesnika i svećenika: uz stogodišnju obljetnicu njegova rođenja i otkrića spomen-ploče: 22. rujna 1907. u Dubravici: sa slikama, priredio Stjepan Ortner, 1907.
- Izbor iz djela, Pet stoljeća hrvatske književnosti, knj. 28, 1965.

## Vanjske poveznice
- Štoos, Pavao, digitalnezbirke.kgz.hr, elektronička izd. izvornika.